# Sparkasse Erzgebirge
Die Sparkasse Erzgebirge  war eine öffentlich-rechtliche Sparkasse mit Sitz in Annaberg-Buchholz (Sachsen), zum 1. Januar 2012 fusionierte sie mit der Sparkasse Mittleres Erzgebirge und der Kreissparkasse Aue-Schwarzenberg zur Erzgebirgssparkasse.

## Geschichte
Am 1. Oktober 1855 wurde das älteste Vorgängerinstitut der Sparkasse Erzgebirge gegründet: die Sparkasse zu Stollberg. Seitdem wurden weitere Stadt- oder Gemeindesparkassen in der westerzgebirgischen Region eröffnet. Im Dezember 1943 wurden diese durch Anordnung des damaligen Reichswirtschaftsministeriums auf Kreisebene zu Kreisspar- und Girokassen zusammengeschlossen.
1990 wurde mit dem Beitritt der DDR zur Bundesrepublik das Verhältnis zwischen Sparkassen und ihren Gewährträgern neu organisiert. Die Länder kehrten zur Verwaltungsstruktur zurück und die Kreise Annaberg und Stollberg gehörten zum neu gebildeten Land Sachsen.
Vielen Sparkassen und deren Akteure wuchsen neue Aufgaben zu. So wurde die Einführung der D-Mark fast ausschließlich von den Sparkassen, wie auch der damaligen Kreissparkasse Annaberg und der Kreissparkasse Stollberg, getragen. Nun hatten z. B. ebenso die Landräte der Kreise eine neue Aufgabe inne: den Verwaltungsvorsitz der jeweiligen Kreissparkassen.
Eine weitere Veränderung der Sparkassenlandschaft erfolgte am 1. Juli 2004 mit der Fusion der Kreissparkassen Annaberg und Stollberg zur Sparkasse Erzgebirge.
Zum 1. Januar 2012 fusionierten die Sparkasse Mittleres Erzgebirge, die Sparkasse Erzgebirge und die Kreissparkasse Aue-Schwarzenberg zur Erzgebirgssparkasse. Mit dieser Fusion stieg die Bilanzsumme auf insgesamt 4,6 Milliarden Euro, wodurch die Erzgebirgssparkasse die drittgrößte Sparkasse in Sachsen und die viertgrößte in Ostdeutschland ist. Die Fusion der drei Sparkassen erfolgte somit vier Jahre nach der Bildung des Erzgebirgskreises infolge der Sächsischen Kreisreform 2008.

## Geschäftsgebiet
Das Geschäftsgebiet umfasste das Gebiet der ehemaligen Landkreise Annaberg und Stollberg im Südwesten des Freistaates Sachsen.
Das Geschäftsgebiet der Erzgebirgssparkasse, nach der Fusion, umfasst den gesamten Erzgebirgskreis.

## Organisationsstruktur
Die Sparkasse Erzgebirge unterlag als Anstalt des öffentlichen Rechts den Rechtsgrundlagen des Sparkassengesetzes (Gesetz über die öffentlich-rechtlichen Kreditinstitute im Freistaat Sachsen und die Sachsen-Finanzgruppe), der Sparkassenverordnung Sachsen, der Satzung der Sparkasse Erzgebirge sowie der Satzung der Sachsen-Finanzgruppe.
Die Organe der Anstalt waren Vorstand und Verwaltungsrat. Die Sparkasse Erzgebirge gehörte zu 100 Prozent der Sachsen-Finanzgruppe und somit neben sechs weiteren sächsischen Sparkassen den Kapitaleignern der Gruppe: den beteiligten sächsischen Kommunen. Sie war Mitglied im Ostdeutschen Sparkassenverband und über diesen dem Deutschen Sparkassen- und Giroverband angeschlossen.
Die Sparkasse Erzgebirge war unter anderem an folgenden Institutionen beteiligt:
- STG Transaktionsgesellschaft Ost mbH Erzgebirge (Tochtergesellschaft)
- Ostdeutscher Sparkassenverband
- Beteiligungsgesellschaft der Sparkassen des Freistaates Sachsen mbH
- Deutsche Sparkassen Leasing AG & Co. KG
- Sparkassen-Kapitalbeteiligungs-Fonds Erzgebirge GmbH